# AFI's 100 Years... 100 Cheers
100 Years…100 Cheers: America's Most Inspiring Movies est la liste des 100 films américains les plus stimulants (dans le sens "qui remontent le moral") selon l'American Film Institute. Elle fait partie des AFI 100 Years… series, une série de listes de films débutée en 1998. Elle est dévoilée le 14 juin 2006 sur la chaîne CBS.
Une première sélection de 300 films a été effectuée le 16 novembre 2005 par un jury composé de plus de 1 500 professionnels du cinéma.

## La liste
| #   | Film                                | Année |
| --- | ----------------------------------- | ----- |
| 1   | La vie est belle                    | 1946  |
| 2   | Du silence et des ombres            | 1962  |
| 3   | La Liste de Schindler               | 1993  |
| 4   | Rocky                               | 1976  |
| 5   | Monsieur Smith au Sénat             | 1939  |
| 6   | E.T. l'extra-terrestre              | 1982  |
| 7   | Les Raisins de la colère            | 1940  |
| 8   | La Bande des quatre                 | 1979  |
| 9   | Le Miracle de la 34e rue            | 1947  |
| 10  | Il faut sauver le soldat Ryan       | 1998  |
| 11  | Les Plus Belles Années de notre vie | 1946  |
| 12  | Apollo 13                           | 1995  |
| 13  | Le Grand Défi                       | 1986  |
| 14  | Le Pont de la rivière Kwaï          | 1957  |
| 15  | Miracle en Alabama                  | 1962  |
| 16  | Norma Rae                           | 1979  |
| 17  | Vol au-dessus d'un nid de coucou    | 1975  |
| 18  | Le Journal d'Anne Frank             | 1959  |
| 19  | L'Étoffe des héros                  | 1983  |
| 20  | Philadelphia                        | 1993  |
| 21  | Dans la chaleur de la nuit          | 1967  |
| 22  | Vainqueur du destin                 | 1942  |
| 23  | Les Évadés                          | 1994  |
| 24  | Le Grand National                   | 1944  |
| 25  | Les Voyages de Sullivan             | 1941  |
| 26  | Le Magicien d'Oz                    | 1939  |
| 27  | Le train sifflera trois fois        | 1952  |
| 28  | Jusqu'au bout du rêve               | 1989  |
| 29  | Gandhi                              | 1982  |
| 30  | Lawrence d'Arabie                   | 1962  |
| 31  | Glory                               | 1989  |
| 32  | Casablanca                          | 1942  |
| 33  | Les Lumières de la ville            | 1931  |
| 34  | Les Hommes du président             | 1976  |
| 35  | Devine qui vient dîner ?            | 1967  |
| 36  | Sur les quais                       | 1954  |
| 37  | Forrest Gump                        | 1994  |
| 38  | Pinocchio                           | 1940  |
| 39  | Star Wars, épisode IV               | 1977  |
| 40  | Madame Miniver                      | 1942  |
| 41  | La Mélodie du bonheur               | 1965  |
| 42  | Douze hommes en colère              | 1957  |
| 43  | Autant en emporte le vent           | 1939  |
| 44  | Spartacus                           | 1960  |
| 45  | La Maison du lac                    | 1981  |
| 46  | Le Lys des champs                   | 1963  |
| 47  | 2001, l'Odyssée de l'espace         | 1968  |
| 48  | L'Odyssée de l'African Queen        | 1951  |
| 49  | L'Homme de la rue                   | 1941  |
| 50  | Pur Sang, la légende de Seabiscuit  | 2003  |
| 51  | La Couleur pourpre                  | 1985  |
| 52  | Le Cercle des poètes disparus       | 1989  |
| 53  | L'Homme des vallées perdues         | 1953  |
| 54  | Rudy                                | 1993  |
| 55  | La Chaîne                           | 1958  |
| 56  | Ben-Hur                             | 1959  |
| 57  | Sergent York                        | 1941  |
| 58  | Rencontres du troisième type        | 1977  |
| 59  | Danse avec les loups                | 1990  |
| 60  | La Déchirure                        | 1984  |
| 61  | Sounder                             | 1972  |
| 62  | Braveheart                          | 1995  |
| 63  | Rain Man                            | 1988  |
| 64  | L'Étalon noir                       | 1979  |
| 65  | Un raisin au soleil                 | 1961  |
| 66  | Le Mystère Silkwood                 | 1983  |
| 67  | Le Jour où la Terre s'arrêta        | 1951  |
| 68  | Officier et Gentleman               | 1982  |
| 69  | L'Odyssée de Charles Lindbergh      | 1957  |
| 70  | Nashville Lady                      | 1980  |
| 71  | Luke la main froide                 | 1967  |
| 72  | Victoire sur la nuit                | 1939  |
| 73  | Erin Brockovich, seule contre tous  | 2000  |
| 74  | Gunga Din                           | 1939  |
| 75  | Le Verdict                          | 1982  |
| 76  | Le Prisonnier d'Alcatraz            | 1962  |
| 77  | Miss Daisy et son chauffeur         | 1989  |
| 78  | Thelma & Louise                     | 1991  |
| 79  | Les Dix Commandements               | 1956  |
| 80  | Babe, le cochon devenu berger       | 1995  |
| 81  | Des hommes sont nés                 | 1938  |
| 82  | Un violon sur le toit               | 1971  |
| 83  | L'Extravagant Mr. Deeds             | 1936  |
| 84  | Serpico                             | 1973  |
| 85  | Tina                                | 1993  |
| 86  | Envers et contre tous               | 1988  |
| 87  | Working Girl                        | 1988  |
| 88  | La Glorieuse Parade                 | 1942  |
| 89  | Harold et Maude                     | 1971  |
| 90  | Hôtel Rwanda                        | 2004  |
| 91  | La Chasse aux diplômes              | 1973  |
| 92  | Fame                                | 1980  |
| 93  | Un homme d'exception                | 2001  |
| 94  | Capitaines courageux                | 1937  |
| 95  | Les Saisons du cœur                 | 1984  |
| 96  | À la recherche de Bobby Fischer     | 1993  |
| 97  | Madame Curie                        | 1943  |
| 98  | Karaté Kid                          | 1984  |
| 99  | Ray                                 | 2004  |
| 100 | Les Chariots de feu                 | 1981  |